# Smilax aristolochiifolia
Smilax aristolochiifolia är en enhjärtbladig växtart som beskrevs av Philip Miller. Smilax aristolochiifolia ingår i släktet Smilax och familjen Smilacaceae. Inga underarter finns listade.

## Bildgalleri

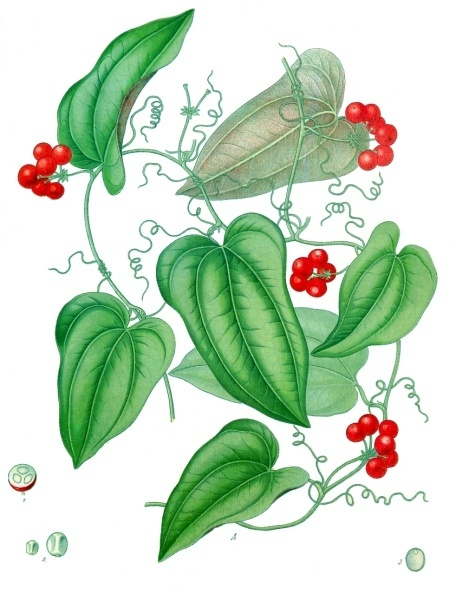